# Abanycha pulchricollis
Abanycha pulchricollis là một loài bọ cánh cứng trong họ Cerambycidae. Loài này được Henry Walter Bates mô tả lần đầu năm 1885. Loài này được tìm thấy ở Guatemala.